# ریزموش صورت‌سفید
ریزموش صورت‌سفید (نام علمی: Sminthopsis leucopus) نام یک گونه از سرده ریزموش‌ها است.